# Scrittura sylheti

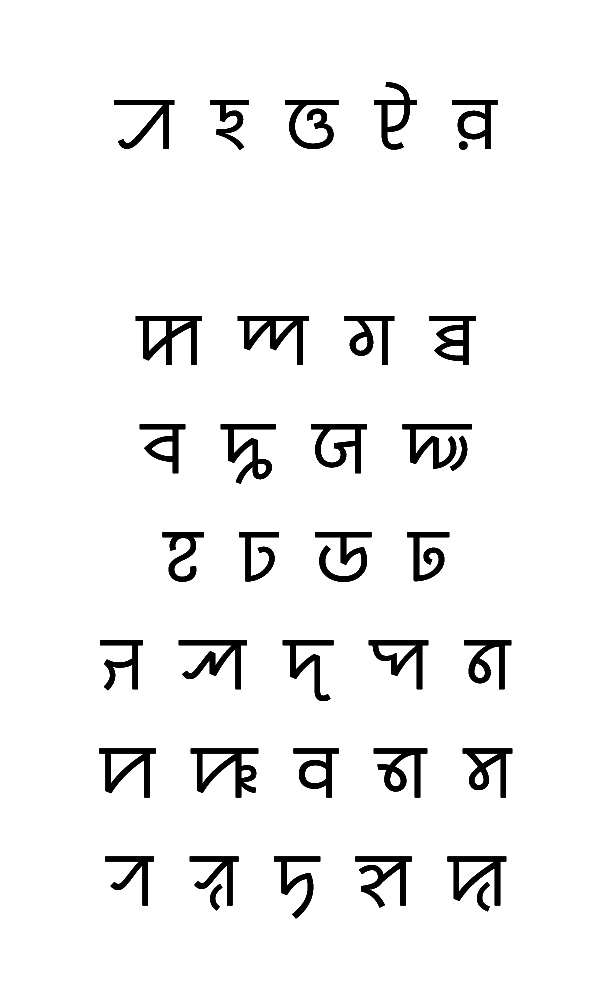
I caratteri della scrittura sylheti

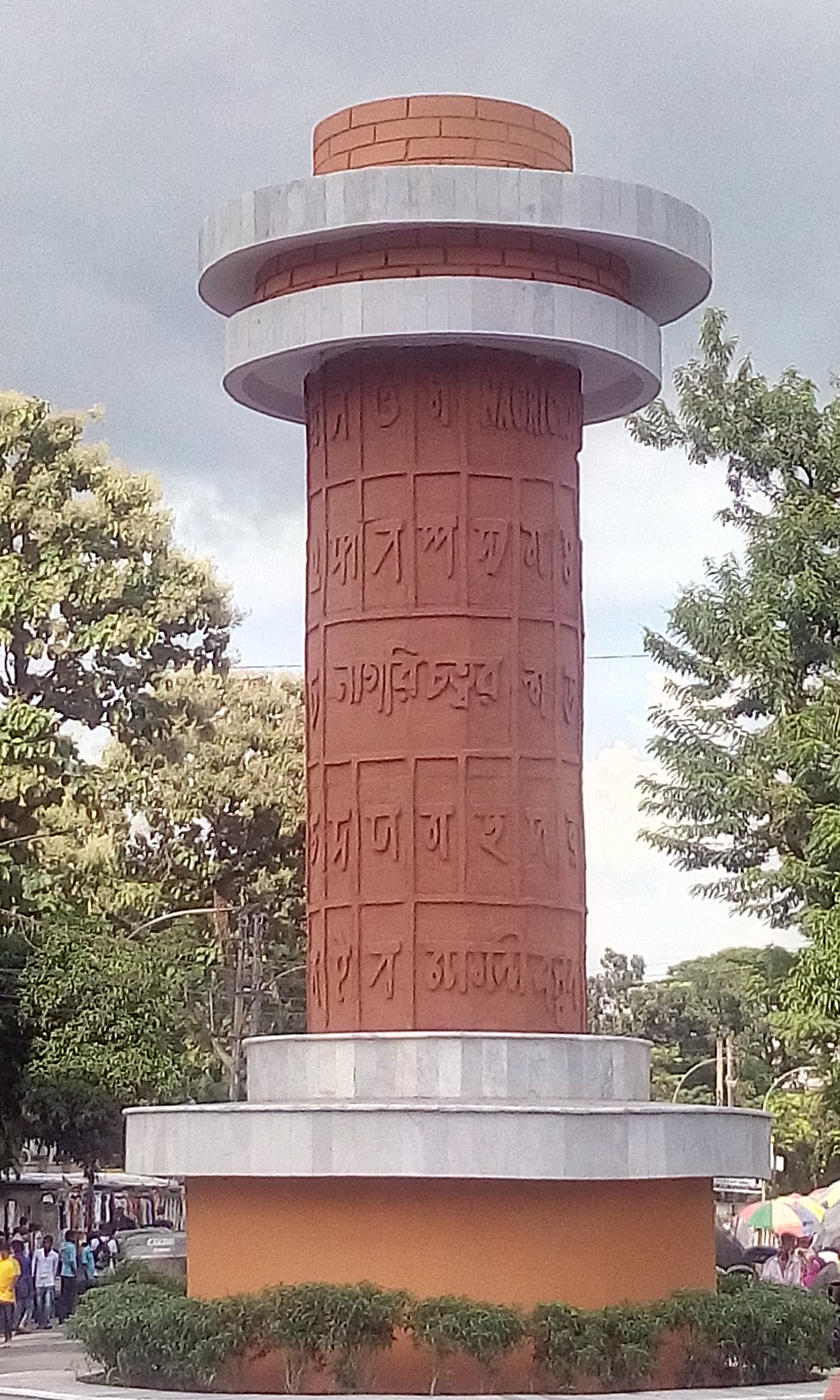
Scrittura sylheti in un monumento a Sylhet

Il sistema di scrittura sylheti (in sylheti সিলেটি নাগরি, síloṭi nagri, AFI: [sílɔʈi naɡɾi]; in bengali সিলেটি নাগরি, sileṭi nāgari), detto anche sileṭ nagri (o sylhet nagri, sylheti nāgarī, sileṭi nāgarī, sylheti nagari, sylheti nagri), è un alfasillabario della famiglia delle scritture brahmi basato sull'alfabeto bengalese, precedentemente usato nella divisione bengalese di Sylhet per scrivere la lingua sylheti.
Il sistema di scrittura silotese contiene 27 consonanti e 5 vocali.
La scrittura silotese è inclusa in Unicode nel blocco A800-A82F.

## Storia
Il sistema di scrittura sylheti ebbe origine nel XIV secolo, ma recentemente è stato sostituito dall'alfabeto bengalese: nel corso del XX secolo ha perso molto terreno a favore del sistema bengalese-assamese. I torchi tipografici per la scrittura silotese sono esistiti fino agli anni '70 e negli anni 2000 è stato creato un carattere Unicode per la scrittura sylheti.